# Lee Brilleaux
Lee Brilleaux, de son vrai nom Lee Green Collinson est un musicien britannique né le 10 mai 1952 à Durban en Afrique du Sud et mort le 7 avril 1994 à Leigh-on-Sea en Angleterre,.
Il est essentiellement connu pour avoir été le chanteur et l'harmoniciste  du groupe de rock britannique Dr Feelgood.
C'est en 1971 qu'il fonde Dr Feelgood avec le guitariste Wilko Johnson, le bassiste John B. Sparks et le batteur The Big Figure. Il restera au sein du groupe jusqu'à sa mort en 1994 provoquée par un cancer des glandes lymphatiques.